# Perasia resecta
Perasia resecta är en fjärilsart som beskrevs av Paul Dognin 1912. Perasia resecta ingår i släktet Perasia och familjen nattflyn. Inga underarter finns listade i Catalogue of Life.